# Каменная башка
«Ка́менная башка́» — фильм Филиппа Янковского с Николаем Валуевым и Оксаной Фандерой в главных ролях. Английское название фильма — Rock Head.
Фильм является актёрским кинодебютом Николая Валуева.
В российский кинопрокат фильм вышел 18 сентября 2008 года.
На кинофестивале «Окно в Европу» фильм получил главный приз — «Золотую ладью» и Приз Гильдии киноведов и кинокритиков России. На II фестивале «Золотой Феникс» фильм получил Приз зрительских симпатий.

## Сюжет
Главным героем фильма является боксёр Егор Головин по прозвищу Каменная Башка (Николай Валуев). Он почти не чувствует боли, благодаря чему может без труда продержаться на ринге много раундов, за что и получил своё прозвище. Головин с успехом выступает на ринге до тех пор, пока однажды не попадает вместе с женой в автокатастрофу, в результате которой его жена погибает, а он сам получает сильную травму головы, у него начинаются провалы в памяти. Он помнит только жену и не верит, что её нет. Врачи запрещают Головину драться, так как это может быть опасно для его жизни, но его директор хочет, пока это ещё возможно, заработать на нём по максимуму и всячески пытается уговорить его вернуться на ринг. Головин отказывается, и тогда директор находит женщину Таню (Оксана Фандера), которая очень похожа на погибшую жену Головина. Таня должна уговорить Егора вернуться на ринг для боя. Директор, заведомо считая, что Башка проиграет, делает крупную ставку на победу его противника.

## В ролях
- Николай Валуев — «Каменная башка» (Егор Головин)
- Оксана Фандера — Таня
- Виталий Кищенко — Наиль
- Егор Пазенко — «Круглый»
- Борис Чунаев — тренер Батя
- Наталья Симакова — Мадлен